# Вагино (Курганская область)
Вагино — село в Белозерском районе Курганской области. Административный центр Вагинского сельсовета.

## География
Расположено в 38 км к северу от районного центра, села Белозерское. Рядом находиться озеро Степное.

## Население
| 1912 | 1926 | 1989 | 2002 | 2010 |
| ---- | ---- | ---- | ---- | ---- |
| 388  | ↘375 | ↘112 | ↘100 | ↘61  |